# ChinaJoy

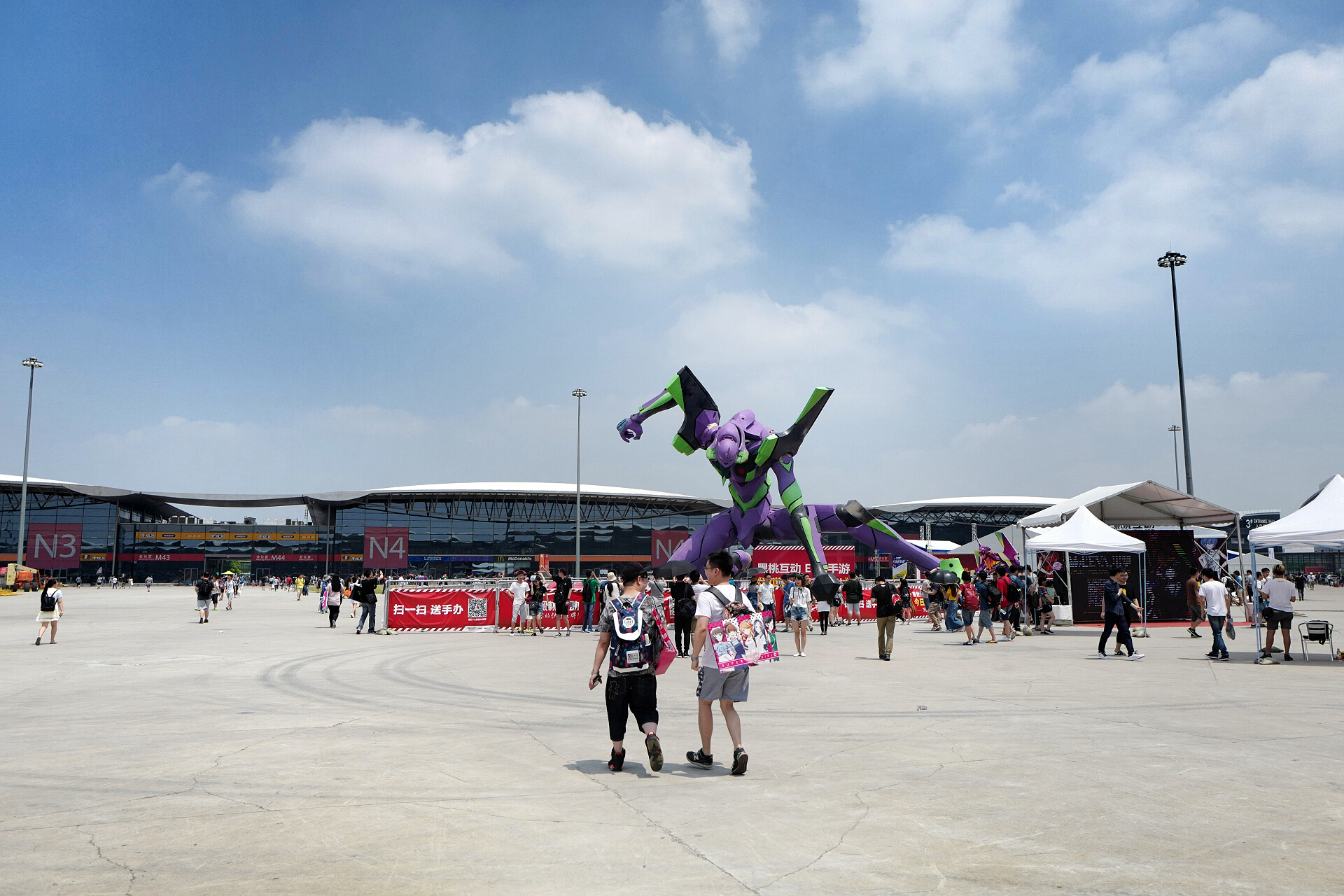
ChinaJoy, 2016

ChinaJoy oder China Digital Entertainment Expo & Conference (chinesisch: 中国国际数码互动娱乐展览会) ist eine jeweils viertägige Messe für digitale Unterhaltung, die seit 2004 jährlich in Shanghai, China, stattfindet. Es ist die größte Messe für Spiele und digitale Unterhaltung in China und Asien. Sie wird im Shanghai New International Expo Centre abgehalten.
2020 kamen am Eröffnungstag 80.000 Besucher zur Messe.